# Rick Nowels
Richard Wright Nowels Jr. (São Francisco, 16 de março de 1960), mais conhecido como Rick Nowels, é um produtor musical, multi-instrumentista e compositor norte-americano.